# Send It On
"Send It On" é uma canção dos artistas norte-americanos Miley Cyrus, Jonas Brothers, Demi Lovato e Selena Gomez. O grupo, interpretando como Disney's Friends for Change, faz parte do projeto do meio ambiente de mesmo nome. Foi escrita e produzida por Adam Anders e Peer Åström, com Nikki Hassman também creditada como compositora. Em 11 de agosto de 2009, a música foi lançada como single para a caridade e como promoção do projeto.
Musicalmente, a obra deriva de origens estilísticas da música pop e do power pop e sua letra trata sobre passar uma mensagem adiante. As críticas foram mistas, cujos revisores notaram que a letra não faz referência alguma a ajudar o meio ambiente. A composição recebeu airplay somente na Rádio Disney e obteve pico na posição vinte da Billboard Hot 100. Seu vídeo musical correspondente apresenta os artistas cantando a canção em um palco e correndo em um parque com crianças.

## Antecedentes e lançamento
Inicialmente denominada "Pass It On", a música foi escrita por Adam Anders e Nikki Hassman em parceria com Peer Åström. Os vocalistas se reuniram para sessões de gravação em abril de 2009. Durante uma entrevista com o Access Hollywood, cada um dos intérpretes falou sua opinião sobre a faixa e o projeto Disney's Friends for Change. Joe Jonas disse que a música possui uma "ótima mensagem", e que a canção é sobre ajudar a Terra de todas as formas possíveis. Disse ainda que a composição lembra a si próprio de se interessar mais sobre as questões ambientais. Gomez comentou:
| “ | Se eu pudesse descrever a sensação de interpretar 'Send It On', eu teria de ser muito poderosa. É mais de um poder que você não consegue controlar. Ela é muito doce e tem uma mensagem por trás dela e eu acho que isso é o que faz com que seja muito bonito porque não se trata apenas de nós vestindo roupas bonitas e tocando no palco, é sobre nós passarmos essa mensagem. | ” |

Cyrus mencionou que sua parte favorita da composição é o verso "Uma faísca começa um incêndio". A mesma falou que adorou a letra da música, pois era verdadeira para si e que se as crianças passarem a mensagem de ajudar o mundo, todos vão recebê-la. Ela também acreditou que eles estavam "encorajando crianças a fazer isto", o que afirmou ser inspirador. Lovato disse: "É muito importante para nós ser bons com o meio ambiente". Também comentou que a composição é parte de um "grande movimento" que estão tentando alcançar. Kevin Jonas disse que foi "uma honra" oferecer seus vocais e disse que "o clima (...) é bem legal" porque eles "se conhecem por vários anos". Nick Jonas disse que "Send It On" trata simplesmente sobre "tomar os pequenos passos que podem tornar o mundo melhor". Trechos da canção foram primeiramente ouvidos em comerciais do projeto exibidos no Disney Channel. Mais tarde, a música estreou na Rádio Disney em 7 de agosto de 2009 e, quatro dias depois, foi divulgada na iTunes Store. A Disney direcionou cem por cento do dinheiro arrecadado pela obra para instituições de caridade através da Disney Worldwide Conservation Fund (DWCF). Em 15 de agosto, um extended play (EP) foi lançado digitalmente contendo a faixa, seu vídeo musical, dois comerciais relacionados ao projeto que foram exibidos também no Disney Channel e um encarte digital.

## Estilo musical e letra
"Send It On" é uma canção de balada derivada dos estilos da música pop e do power pop e produzida por Adam Anders e Peer Åström. Consiste na utilização de piano, vocais e violão. Sua letra foi escrita pelos produtores juntamente com Nikki Hassman. De acordo com a partitura publicada pela Walt Disney Music Publishing, a música é definida em um tempo de assinatura comum com um metrônomo de noventa batidas por minuto. Composta na chave de lá maior, o alcance vocal varia entre a nota baixa de fá sustenido até a nota alta de mi.
A música é interpretada em primeira pessoa e se inicia com violões e depois muda para violinos. Cyrus e Nick Jonas cantam juntos o verso inicial, "Uma palavra é só uma palavra até ela ter sentido". Ambos então fazem o primeiro refrão. Então, Lovato e Joe Jonas realizam a segunda estrofe juntamente com Cyrus e Jonas, interpretando as letras "Se pegarmos a chance de mudarmos as circunstâncias / Imagine o que poderemos fazer", seguindo para o estribilho. Então, Gomez e Kevin Jonas interpretam o mesmo e a terceira parte da composição. O resto é interpretado por todos os artistas. O tema e a mensagem da composição é incentivar a cuidar do meio ambiente, como pode ser notado pela linha "Uma faísca começa um incêndio".

## Recepção pela crítica
Bill Lamb, do About.com, disse: "A canção pode parecer um pouco entediante. Não é provável que o seu sucesso dure mais do que o de qualquer típica canção do vencedor do American Idol. No entanto, as vendas desta música são para uma boa causa". Escrevendo para o canal E!, Gina Sepre e Whitney English disseram que a canção era uma espécie de "versão da Disney" de "We Are the World" do supergrupo USA for Africa, que incluiu artistas como Michael Jackson e Diana Ross. Leo Hickman, do The Guardian, criticou os cantores como "hipócritas" e a letra da obra como ineficaz, notando que "não há referência alguma ao meio ambiente que pode ser encontrada na canção", em oposição à "Wake Up America", do segundo álbum de estúdio de Cyrus, Breakout, que ele mencionou como mais influente.

## Vídeo musical
Em 6 de junho de 2009, Lovato confirmou estar em estúdio filmando o vídeo musical. O projeto foi lançado em 14 de agosto de 2009 no Disney Channel e em 22 de abril de 2010 no ABC Family. A gravação foi disponibilizada nas lojas do iTunes em 15 de agosto de 2009.
O vídeo se inicia com Miley Cyrus e Nick Jonas em um canto de um palco que está sem iluminação, onde Nick toca um violão e Miley interpreta o primeiro verso. Os dois então caminham para um outro palco, no qual cantam o refrão e depois se juntam a Lovato e Joe Jonas, que cantam a segunda parte da obra. Mais tarde, todos se juntam para interpretar o estribilho. Na cena seguinte, Nick e Joe retiram uma cortina onde estão Gomez e Kevin Jonas, que fazem a terceira estrofe. O sexteto é visto saindo por uma porta e correndo em um cenário semelhante a um parque enquanto terminam a composição. Um grupo de crianças correndo também é visto. Por fim, a produção termina com os seis artistas indo para um sofá no qual se sentam no meio do local com os infantis ao fundo.

## Faixas e formatos
A versão digital de "Send It On" possui apenas uma faixa com duração de três minutos e vinte e seis segundos. Também foi distribuído um extended play (EP) contendo a faixa, seu vídeo musical e mais dois vídeos promocionais do Disney's Friends for Change.
| Download digital |              |         |  |
| N.º              | Título       | Duração |  |
| 1.               | "Send It On" | 3:26    |  |

| EP digital |                                            |         |  |
| N.º        | Título                                     | Duração |  |
| 1.         | "Send It On"                               | 3:26    |  |
| 2.         | "Send It On" (Vídeo)                       | 3:25    |  |
| 3.         | "Join Disney's Friends for Change" (Vídeo) | 0:45    |  |
| 4.         | "Register and Pledge" (Vídeo)              | 1:31    |  |

## Desempenho nas tabelas musicais
"Send It On" não recebeu forte airplay devido ao seu lançamento somente na Rádio Disney. Porém, conseguiu alcançar a posição nove na Hot Digital Songs, o que fez com que ela entrasse na Billboard Hot 100 na data de 29 de agosto de 2009. Na tabela, a música estreou e teve como melhor posição a de número vinte. Mais tarde, desceu uma posição e permaneceu por mais três semanas até sair da parada.

### Posições
| Tabela musical (2009)              | Melhor posição |
| ---------------------------------- | -------------- |
| Estados Unidos (Billboard Hot 100) | 20             |

## Histórico de lançamento
| Território     | Data                 | Formato          |
| -------------- | -------------------- | ---------------- |
| Estados Unidos | 7 de agosto de 2009  | Rádio            |
| Estados Unidos | 11 de agosto de 2009 | Download digital |